# 岡田神明社
岡田神明社（おかだしんめいしゃ）は、愛知県知多市岡田字中谷35にある神社。旧社格は村社。正式名称は神明社（しんめいしゃ）。岡田地区（旧・知多郡岡田町）の氏神である。

## 祭神
- 天照皇大神[2]
- 豊受皇大神[2]

## 歴史
江戸時代初期の元和8年（1622年）9月5日創建と書かれた棟札がある。江戸時代後期の天保15年（1844年）に完成した『尾張志』には、「神明ノ社 権現ノ社 山神ノ社四所六社とも岡田村にあり」と書かれている。明治維新まで、岡田村は慈雲寺の境内にあった白山宮を氏神としていたが、廃仏毀釈運動によって神明社を氏神とするようになった。
1872年（明治5年）には村社に列せられ、1909年（明治42年）9月1日には指定村社となった。1887年（明治20年）には例祭日が8月16日となり、1897年（明治30年）には例祭日が4月16日となった。1957年（昭和32年）には伊勢神宮の古材を下賜され、社殿を造営した。1994年（平成6年）には社務所の増改築工事を行った。

## 境内

### 境内末社
- 榛名神社[2]
  - 祭神 - 火産霊神（ほむすびのかみ）
  - 例祭 - 7月最終日曜日
  - 本宮 - 榛名神社（群馬県高崎市）
- 津島神社[2]
  - 祭神 - 建速須佐之男命（たけはやすさのおのみこと）
  - 例祭 - 7月最終日曜日
  - 本宮 - 津島神社（愛知県津島市）
- 湯殿山神社[2]
  - 祭神 - 大山祇命（おおやまづみのみこと）
  - 例祭 - 9月14日
  - 本宮 - 湯殿山神社（山形県鶴岡市）
- 山神社[2]
  - 祭神 - 大山積大神（おおやまつみのおおかみ）
  - 例祭 - 12月7日
  - 本宮 - 大山祗神社（愛媛県今治市）
- 岡田招魂社[2]
  - 祭神 - 護国の英霊
  - 例祭 - 10月15日

## 現地情報
所在地
- 478-0021 愛知県知多市岡田字中谷35

交通アクセス
- 知多バス岡田線「岡田」停留所から徒歩